# Октябрь (литературное объединение)
«Октябрь» — литературная группа писателей-коммунистов, существовавшая в 1922—1925 годах в Москве.
Основана молодыми большевиками-писателями 7 декабря 1922 года в Москве. Руководителями группы стали критики: Г. Лелевич, Семён Родов, И. Вардин. В неё входили также писатели: Александр Безыменский, Артём Весёлый, Иван Доронин, Александр Жаров, Юрий Либединский, Александр Тарасов-Родионов. Несколько позже к ней примкнули: Дмитрий Фурманов и Леопольд Авербах.
«Октябрь» жёстко противостоял пролетарской группе «Кузница», выступавшей за независимость писателей от коммунистической партии, настаивая на безговорочной поддержке текущей партийной линии (например, по отношению к НЭПу). При этом хотя «Октябрь» и называл себя «пролетарской» группой, его члены на 80% были выходцами из дореволюционной интеллигенции. «Октябрь» категорически отвергал аполитичность литературы и формальные эксперименты.
«Октябрь» выпускал 2 журнала: критический «На посту» (1923—1925) и одноимённый литературно-художественный «Октябрь» (с 1924). По имени первого журнала членов «Октября» часто называли «напостовцами».
«Октябрь» проводил чрезвычайно догматическую и самоуверенную политику в литературе, претендуя на роль единственного защитника истинно коммунистической идеологии. Литература была для «Октября» лишь средством большевистской пропаганды на темы, обусловленные требованиями эпохи.
После постановления Политбюро ЦК РКП(б) «О политике партии в области художественной литературы» от 18 июня 1925 года, а также по поводу отношения к «попутчикам» внутри группы возникли серьёзные разногласия, и в конце 1925 года «Октябрь» распался. Многие бывшие деятели группы продолжали свою воинственную политику уже в рамках РАПП.